# Super Girl (EP)
Super Girl là mini-album đầu tiên và là đĩa nhạc thứ hai của nhóm nhạc Mandopop Hàn Quốc Super Junior-M, một nhóm nhỏ của Super Junior. Đĩa nhạc được phát hành ngày 23 tháng 9 năm 2009 bởi SM Entertainment. Nó cũng được phát hành ở Đài Loan cùng ngày hôm đó bởi Avex Taiwan và ở Hong Kong ngày 25 tháng 9 bởi Avex Asia, và cả ở Đại Lục.
Album gồm có 5 ca khúc Tiếng Quan Thoại, với đĩa đơn quảng bá đầu tiên thuộc thể loại nhạc dance nhịp điệu high-tempo có tên "Super Girl", với phần nhạc được viết bởi Yoo Young-jin, và ca khúc ballad "到了明天" (Blue Tomorrow) là đĩa đơn thứ hai. Phiên bản B đặc biệt được phát hành ngày 18 tháng 12 năm 2009 ở Đài Loan, Hong Kong với hai bài nữa được thêm vào, gồm có phiên bản tiếng Hàn của "Super Girl" và "到了明天" (Blue Tomorrow), và thêm cả DVD với 3 music videos và cảnh hậu trường.

## Bối cảnh
Vào tháng 7 năm 2009, một thời gian ngắn sau khi Super Junior kết thúc quá trình quảng bá cho album vol3 Sorry, Sorry, vài thành viên của Super Junior-M đã viết trên blog cá nhân về việc họ đã bắt đầu thu âm cho album mới của phân nhóm, vài bài đã được hoàn tất. Thành viên Zhou Mi và Henry cũng bị bắt gặp đang có mặt ở Seoul để tham gia vào việc thu âm.

## Thành tích
Album ra mắt ở vị trí thứ thứ #1 của tuần trong Top 20 Mandarin & Combo Charts của Taiwan's G-Music; và Five Music Mandarin Chart cho tuần từ 18 đến 24 tháng 9 năm 2009 chỉ sau 3 ngày phát hành. Bài hát chủ đề "Super Girl" đã đứng thứ 29 trên chương trình "Hit Fm Annual Top 100 Singles Chart" của Hit Fm Taiwan năm 2009.
Vào năm 2010, nhóm đã được đề cử giải Best Vocal Group tại 21st Golden Melody Awards, Đài Loan cho album Super Girl.

## Danh sách bài hát
| STT | Nhan đề                    | Phổ lời                  | Phổ nhạc       | Translation    | Thời lượng |
| --- | -------------------------- | ------------------------ | -------------- | -------------- | ---------- |
| 1.  | "Super Girl"               | Aibi                     | Yoo Young-jin  |                | 3:40       |
| 2.  | "到了明天 (Blue Tomorrow)" |                          | Park-Ki Wan    | Until Tomorrow | 4:53       |
| 3.  | "告白 (Confession)"        | Zhou Mi                  | E-Tribe        |                | 3:19       |
| 4.  | "動情 (Only U)"            | Karen Poole/Greg Kurstin | Kenzie         | Enamored       | 2:58       |
| 5.  | "愛情接力 (You & Me)"      | Zhou Mi                  | Lee-Jae Myoung | Love Relay     | 3:45       |

| Version B (CD) | Version B (CD)                              | Version B (CD)           | Version B (CD) | Version B (CD) | Version B (CD) |
| STT            | Nhan đề                                     | Phổ lời                  | Phổ nhạc       | Translation    | Thời lượng     |
| -------------- | ------------------------------------------- | ------------------------ | -------------- | -------------- | -------------- |
| 1.             | "Super Girl"                                | Aibi                     | Yoo Young-jin  |                | 3:40           |
| 2.             | "到了明天 (Blue Tomorrow)"                  |                          | Park-Ki Wan    | Until Tomorrow | 4:53           |
| 3.             | "告白 (Confession)"                         | Zhou Mi                  | E-Tribe        |                | 3:19           |
| 4.             | "動情 (Only U)"                             | Karen Poole/Greg Kurstin | Kenzie         | Enamored       | 2:58           |
| 5.             | "愛情接力 (You & Me)"                       | Zhou Mi                  | Lee-Jae Myoung | Love Relay     | 3:45           |
| 6.             | "Super Girl" (Korean Version)               | Yoo Young-jin            | Yoo Young-jin  |                | 3:37           |
| 7.             | "내일이면 "Blue Tomorrow"" (Korean Version) | Park-Ki Wan              | Park-Ki Wan    |                | 4:39           |

| Version B (DVD) | Version B (DVD)                  | Version B (DVD)   | Version B (DVD) |
| STT             | Nhan đề                          | Notes             | Thời lượng      |
| --------------- | -------------------------------- | ----------------- | --------------- |
| 1.              | "Super Girl MV"                  | Chinese version   | 3:40            |
| 2.              | "Super Girl MV"                  | Korea version     | 3:40            |
| 3.              | "到了明天 (Blue Tomorrow) MV"    |                   | 3:19            |
| 4.              | "Super Girl photoshoot"          | Chinese subtitled |                 |
| 5.              | "Super Girl MV behind-the-scene" | Chinese subtitled |                 |

## Music video
Có 3 music video cho album này, bao gồm hai MV cho "Super Girl" (bản tiếng Hàn và tiếng Trung), và một MV cho "到了明天" (Blue Tomorrow).

Super Junior-M trong MV "Super Girl".

Music video cho "Super Girl" được đạo diễn bởi Cho Soo-Hyun và quay tại phim trường ở Yangsu-ri, Gyeonggi-do, Hàn Quốc vào tháng 8 năm 2009. Ngày 11 tháng 9, một đoạn teaser 32 giây đã được phát hành trên toàn châu Á, và MV đầy đủ được tung ra ngày 14 tháng 9 trên trang Youtube chính thức của SM Entertainment là sment, và trang chia sẻ thông tin Sohu của Trung Quốc, cũng như trang chủ của Avex Taiwan và trang GMM của Thái Lan.
Music video của "Super Girl", được xen kẽ giữa những điệu nhảy của Super Junior-M và một hoạt cảnh mà Han Geng lạc vào một buổi tiệc sinh viên. Trong vai một anh chàng mọt sách với chiếc kính cận xấu xí và bộ đồ không phù hợp, Han Geng vẫn được chào đón nồng nhiệt bởi DJ và những người tham gia bữa tiệc. Anh bắt đầu chụp hình mọi người trong phòng bằng chiếc điện thoại của mình. Khi anh đến chụp hình một cô gái xinh đẹp với mái tóc vàng và bộ đầm đỏ (Jessica của Girls' Generation), cô gái đã cảm thấy bị làm phiền và gạt anh ra một bên với ánh nhìn không thân thiện chút nào. Hụt hẫng và đau lòng, Hangeng đã rời đi với quyết tâm phải tìm cách thu hút được sự chú ý của Jessica. Anh đã biến đổi sang hình tượng một anh chàng sành điệu ăn mặc hợp thời trang với chiếc kính râm và tự tin bước vào bữa tiệc, thành công trong việc khiến Jessica ngạc nhiên và cuối cùng cô đã nhảy cùng anh.
Music video cho "到了明天" (Blue Tomorrow) được tung ra ngày 7 tháng 11 năm 2009. Trong MV này, các thành viên Super Junior-M ngồi trong những khoảng không gian u ám với tâm trạng buồn bã, hoặc cùng nhau đứng trong một khung cảnh trắng toát nhưng trống rỗng mà đến cuối thì có tuyết rơi. Toàn bộ khung cảnh nói lên sự đổ vỡ của tình yêu. Ngoài những cảnh trên, MV còn có sử dụng hình ảnh bông hoa hồng, lá thư tình, điện thoại… - vốn tượng trưng cho những gì thuộc về tình yêu, và tất cả đều bốc cháy.

## Lịch sử phát hành
| Quốc gia    | Ngày                 | Định dạng          | Công ty phát hành |
| ----------- | -------------------- | ------------------ | ----------------- |
| Hàn Quốc    | 23 tháng 9 năm 2009  | CD                 | SM Entertainment  |
| Đài Loan    | 23 tháng 9 năm 2009  | CD                 | Avex Taiwan       |
| Đài Loan    | 18 tháng 12 năm 2009 | CD+DVD (Version B) | Avex Taiwan       |
| Hong Kong   | 25 tháng 9 năm 2009  | CD                 | Avex Asia         |
| Hong Kong   | 18 tháng 12 năm 2009 | CD+DVD (Version B) | Avex Asia         |
| Trung Quốc  | Tháng 9, 2009        | CD                 | Sky Music         |
| Philippines | 18 tháng 11 năm 2009 | CD                 | Universal Records |
| Nhật Bản    | 24 tháng 2 năm 2010  | CD                 | Rhythm Zone       |

## Các bảng xếp hạng
| Bảng xếp hạng                     | Quốc gia    | Giai đoạn                          | Vị trí cao nhất | Ghi chú/tham khảo |
| --------------------------------- | ----------- | ---------------------------------- | --------------- | ----------------- |
| G-Music Combo Chart               | Đài Loan    | Tuần 38 (18 - 24 tháng 9 năm 2009) | #1              | 8.21% doanh số    |
| G-Music Mandarin Chart            | Đài Loan    | Tuần 38 (18 - 24 tháng 9 năm 2009) | #1              | 16.88% doanh số   |
| Five Music Mandarin Chart         | Đài Loan    | Tuần 39 (18 - 24 tháng 9 năm 2009) | #1              | 12.1% doanh số    |
| China TOP Music Chart             | Trung Quốc  | –                                  | #1              | [ 18 ]            |
| Music One Top 25                  | Philippines | 16 - 22 tháng 11                   | #1              | [ 14 ]            |
| Countdown Asian Chart (V Channel) | Thái Lan    | –                                  | #1              | [ 14 ]            |

## Giải thưởng và đề cử
| Năm  | Giải thưởng                        | Thể loại                                           | Đề cử                      | Kết quả   |
| ---- | ---------------------------------- | -------------------------------------------------- | -------------------------- | --------- |
| 2009 | Giải thưởng nhạc số Trung Quốc     | Ca sĩ nước ngoài được download nhiều nhất          | Super Girl                 | Đoạt giải |
| 2010 | 21st Golden Melody Awards          | Best Vocal Group (Nhóm nhạc có giọng hát xuất sắc) | Super Girl                 | Đề cử     |
| 2010 | Liên hoan âm nhạc Trung Quốc       | Nhóm nhạc được yêu thích nhất                      | Super Girl                 | Đoạt giải |
| 2010 | Liên hoan âm nhạc Trung Quốc       | Golden Melody Award (Album Award)                  | Super Girl                 | Đoạt giải |
| 2010 | Liên hoan âm nhạc Trung Quốc       | Nhạc sĩ xuất sắc nhất                              | Super Girl (Yoo Young Jin) | Đoạt giải |
| 2010 | Giải thưởng MusicRadio Trung Quốc  | Nhóm nhạc được yêu thích nhất                      | Super Girl                 | Đoạt giải |
| 2011 | Global Chinese Golden Chart Awards | Nhóm nhạc của năm                                  | Super Girl                 | Đoạt giải |